# Pododexia hirtipleura
Pododexia hirtipleura là một loài ruồi trong họ Tachinidae.